# ボンベイ (戦列艦・初代)
|          | |
| 艦歴     | |
| 発注:    | 1805年7月23日 |
| 建造:    | デットフォード工廠 |
| 進水:    | 1808年3月28日 |
| その後:  | 1825年解体 |
| 性能諸元 | |
| クラス:  | クラジュー級戦列艦延長型 |
| 全長:    | 砲列甲板：172 ft 3+1⁄2 in (52.5 m) 竜骨：140 ft 5+1⁄4 in (42.8 m)                                                                    |
| 全幅:    | 47 ft 9 in (14.6 m) |
| 喫水:    | 20 ft 9 in (6.3 m) |
| 機関:    | 帆走（3本マストシップ） |
| 兵装:    | 74門： - 上砲列：18ポンド（8kg）砲28門 - 下砲列：32ポンド（15kg）砲28門 - 後甲板：9ポンド（4kg）砲14門 - 艦首楼：9ポンド（4kg）砲4門 |

ボンベイ (HMS Bombay) は1808年3月28日にデットフォード工廠で進水したクラジュー級74門3等戦列艦。